# Melanotus castanipes
Melanotus castanipes is een keversoort uit de familie kniptorren (Elateridae). De wetenschappelijke naam van de soort is voor het eerst geldig gepubliceerd in 1800 door Paykull.

## Kenmerken
Lengte varieert van 13 tot 19 mm. Het is uniform zwart, of met een iets bruinere kop met een langwerpig lichaam en taps toelopende dekschilden. Longitudinale rijen putten zijn duidelijk zichtbaar, evenals dicht verspreide putten op het halsschild. De poten en antennes zijn zwart en de antennes zijn lang en steken ver voorbij de achterste rand van het halsschild uit, iets korter bij het vrouwtje.